# ملكة جمال التراث الزيمبابوي
ملكة جمال التراث الزيمبابوي هي مسابقة جمال وطنية تحتفل بالثقافة والتراث الزيمبابويين. يتم تنظيم المسابقة بواسطة كيناكور ميديا [Kenakor Media]. ملكة جمال التراث الزيمبابوي لعام 2015 كانت فرانسينا كاتوروزا [Francina Katuruza]. تتمكن الفائزة في هذه المنافسة من تمثيل زيمبابوي في مسابقة ملكة جمال التراث العالمية.مهمة هذه المسابقة هي ترقية وتعزيز الثقافة المحلية والتراث والتقاليد في زيمبابوي.